# Thomas Hartmann (Biologe)

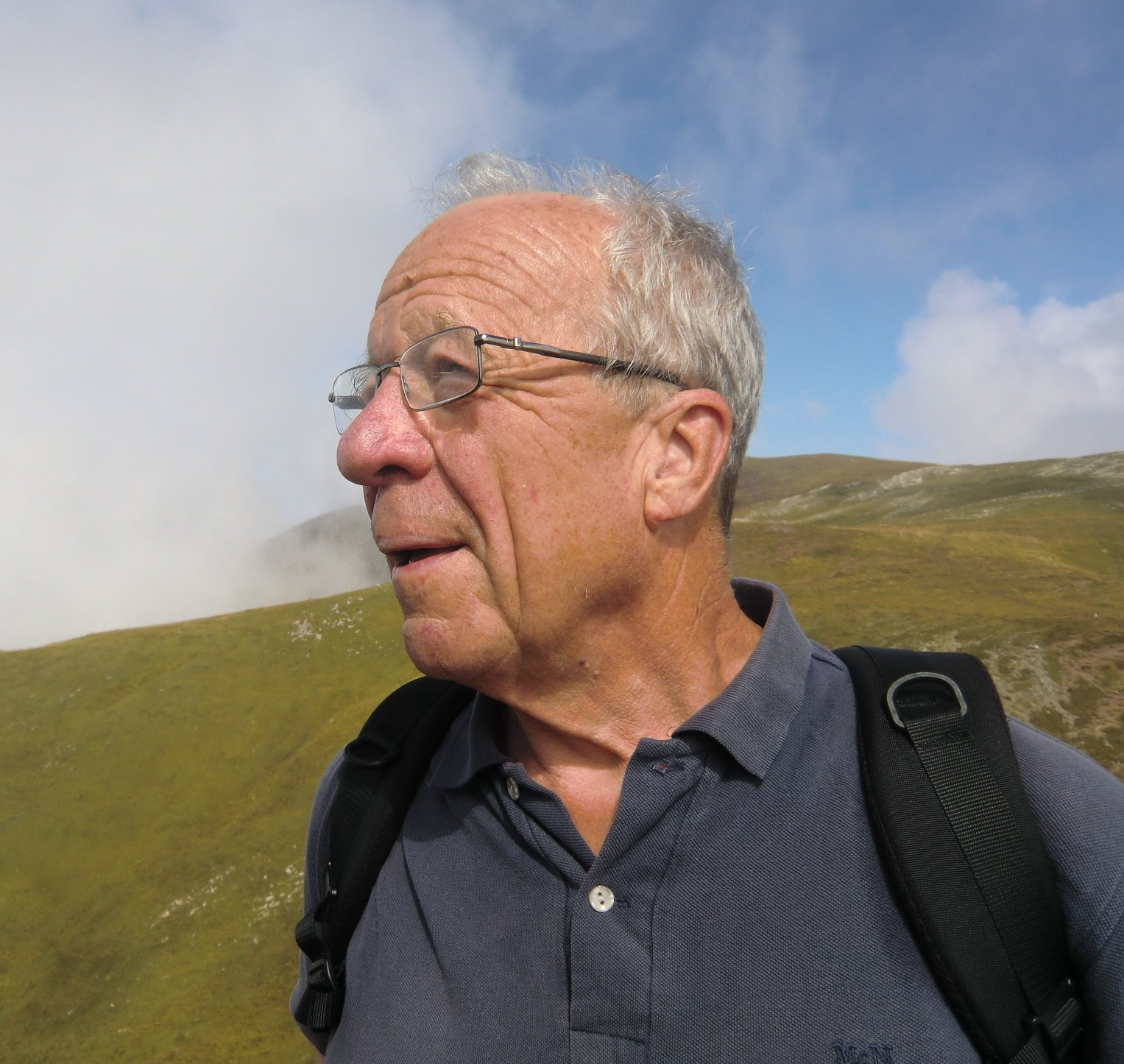
Thomas Hartmann (2015)

Thomas Hartmann (geboren 2. Februar 1937 in Berlin; gestorben 27. Mai 2017 in Braunschweig) war ein deutscher pharmazeutischer Biologe und Ökologe, der als Professor am Fachbereich Pharmazeutische Biologie der Technischen Universität Braunschweig tätig war. Seine Forschungsschwerpunkte waren Biosynthese, intrazellulärer Transport und Wirkung von Chinolizidin- und Pyrrolizidinalkaloiden in Pilzen und Pflanzen sowie die Sequestrierung dieser sekundären Naturstoffe durch Insekten.

## Akademische Laufbahn

### Jugend und Schulausbildung
Thomas Hartmann wurde als Sohn des Architekten Hans Hartmann und seiner Frau Liselotte (geb. Kolbe) in Berlin geboren; er hatte zwei Schwestern, Sabine (geb. 1939) und Karoline (geb. 1942). Als die Mutter 1943 mit 37 Jahren starb, lebten Thomas und seine Schwestern vorübergehend in der Familie des Onkels (Bruder der Mutter) in Berlin. 1951 heiratete Hans Hartmann in Bielefeld die Künstlerin und Lehrerin Tyra Hamann, die zwei erwachsene Töchter hatte. Thomas Hartmann besuchte Grundschulen und Gymnasien in Berlin, Bielefeld, Bethel und Herchen, wo er im Internat des Bodelschwingh-Gymnasiums im Februar 1957 das Abitur machte.

### Studium und Forschungstätigkeit an der Universität Bonn
Ab 1957 studierte er Chemie, Biologie und Sport an der Rheinischen Friedrich-Wilhelms-Universität Bonn. Hartmann schloss das Studium 1962 ab und promovierte anschließend bis 1964 bei dem Biologen Maximilian Steiner am Pharmakognostischen Institut in Bonn (Dissertation: Die papierchromatographische quantitative Bestimmung wasserdampfflüchtiger biogener Amine, sowie Untersuchungen zu ihrer Biogenese bei Claviceps purpurea).

Als Stipendiat der Studienstiftung des deutschen Volkes schloss sich Hartmann als Postdoc ein Jahr (1964/1965) der Arbeitsgruppe von Constant Collin Delwiche, University of California, Davis, an und kehrte 1965 als wissenschaftlicher Assistent an das Pharmakognostische Institut in Bonn zurück. Dort beschäftigte er sich mit der Amin-Bildung in Algen und höheren Pflanzen und dem Vorkommen und der Funktion einer Leucin-Carboxylase in Rotalgen (1969 Habilitation im Fach Botanik).
 Im Jahr 1973 wechselte er als wissenschaftlicher Rat und Professor an das Botanische Institut der Universität Bonn und leitete die Abteilung Biochemie der Pflanzen. Dort forschte Hartmann über den Ammoniakstoffwechsel und die Glutamatdehydrogenase (GDH, EC 1.4.1.2).

### Leitung des Instituts für Pharmazeutische Biologie der TU Braunschweig
Im Jahr 1976 nahm Hartmann einen Ruf an die Technische Universität Braunschweig an. Dort leitete er 28 Jahre – von 1977 bis zu seiner Emeritierung 2005 – das Institut für Pharmazeutische Biologie. In dieser Zeit arbeitete er zuerst über Chinolizidin- und ab 1982 Pyrrolizidin-Pflanzenalkaloide. Hartmann und Mitarbeiter klärten die Enzymologie, die Kompartimentalisierung, den intrazellulären Transport und die Funktion von Pyrrolizidin-Alkaloiden in Pflanzen und deren Verwendung in Insekten auf.

Chinolizidin
(+)-Lupanin
(−)-Spartein

Pyrrolizidin
Retronecin
Lycopsamin
N-Formyl-Lolin
Senecionin
Hydroxydanaidal

#### Forschung
Während seiner wissenschaftlichen Karriere hat Thomas Hartmann über 200 Forschungsartikel publiziert (161 gelistet in Scopus, h-Index = 42).
- Chinolizidin-Alkaloide

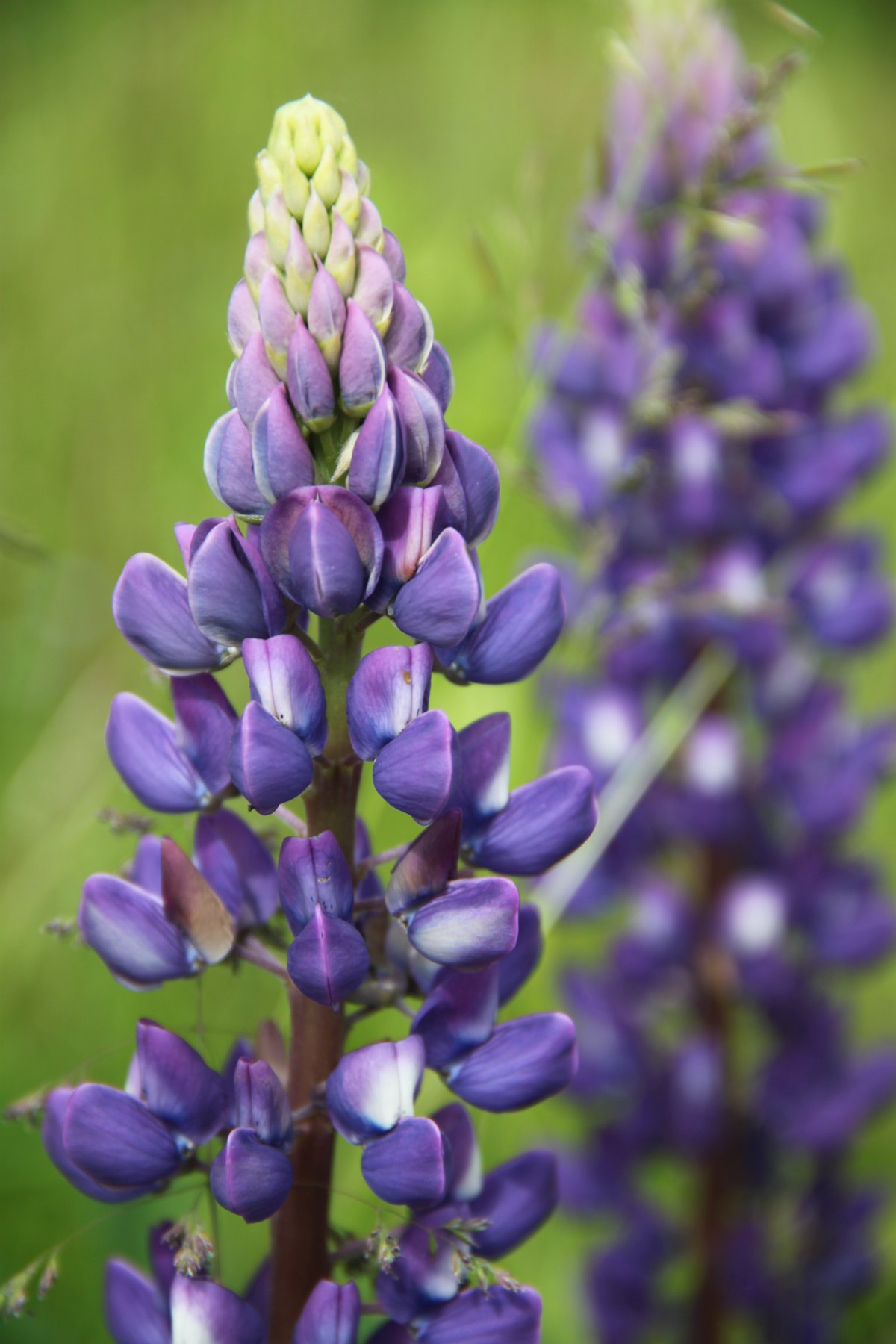
Lupinus polyphyllus (Vielblättrige Lupine)

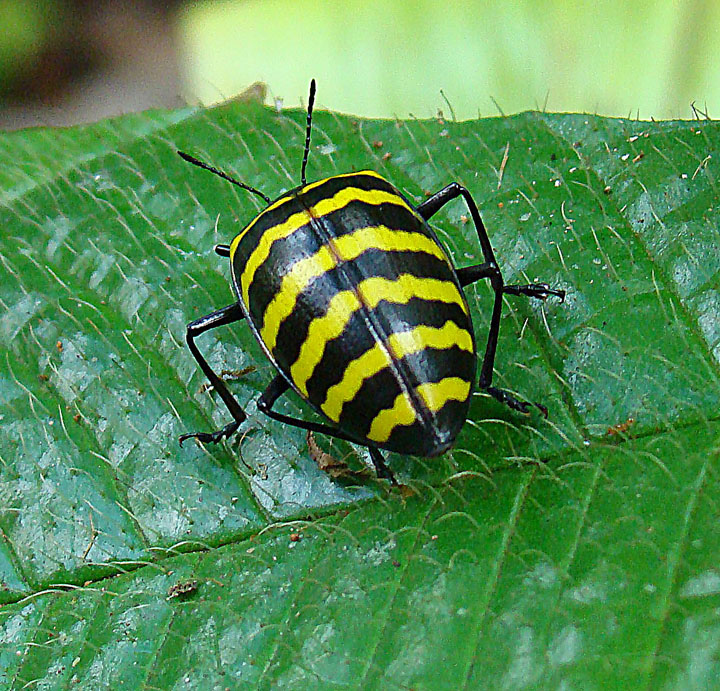
Platyphora boucardi mit deutlich erkennbarer Warnfärbung

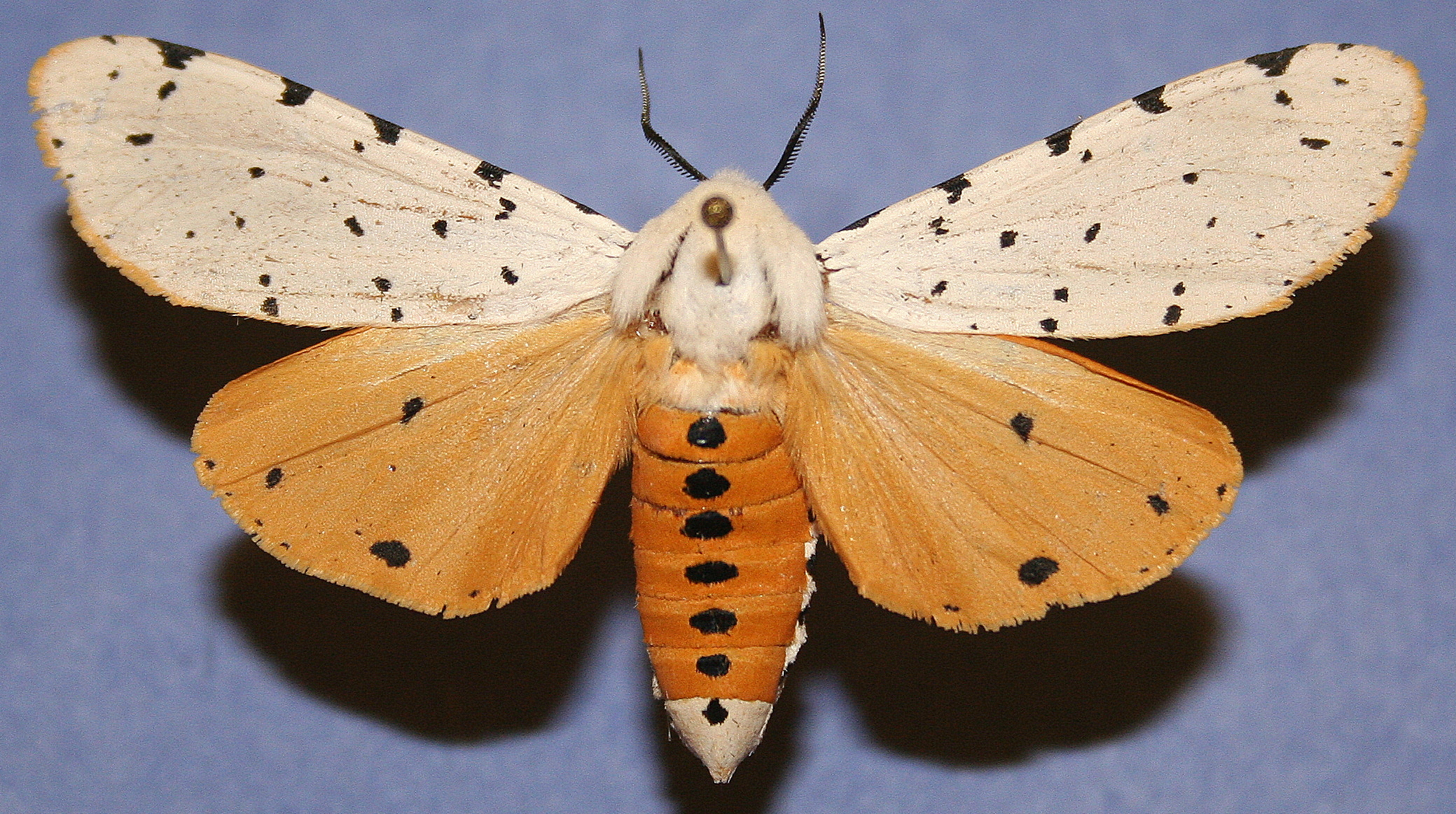
Estigmene acrea; Männchen

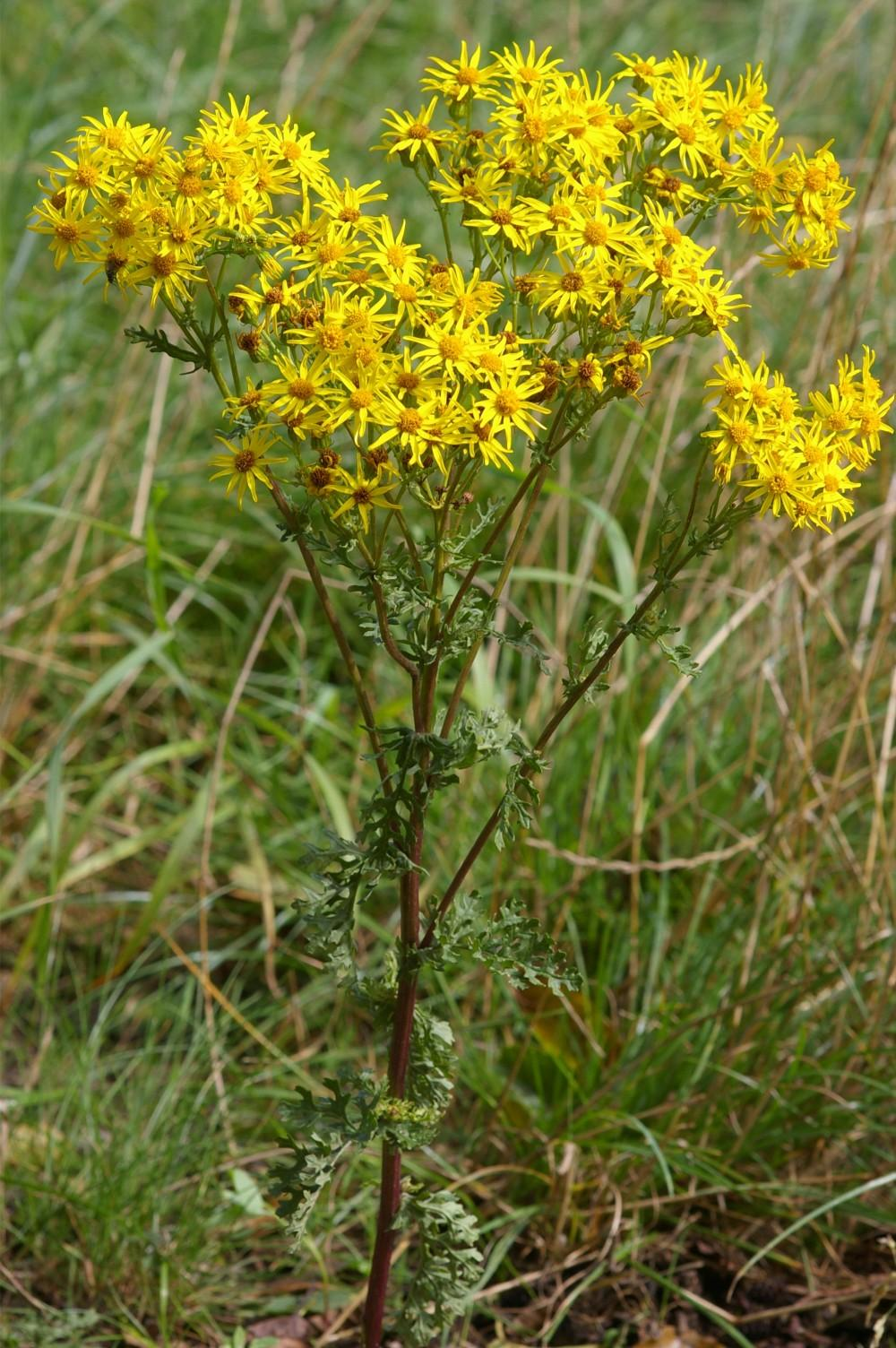
Jakobs-Greiskraut (Senecio jacobaea)

  - Biochemische und biogenetische Aspekte der Biosynthese von Chinolizidin-Alkaloiden in photomixotrophe Zellsuspensionskulturen[8]
  - Die Lysindecarboxylase-Aktivität in Blättern von Alkaloid produzierender Lupinus polyphyllus korreliert positiv mit dem Chlorophyllgehalt und dem Alkaloidgehalt der Blätter in Lupinus albus und Lupinus luteus, was andeutet, dass in Lupinenblättern die Lysindecarboxylase ein integrierter Bestandteil der alkaloidspezifischen Biosynthese ist.[9]
  - Übersichtsartikel: Toxische Chinolizidin-Metaboliten, die in der Gattung Lupinus vorkommen, sind in den Pflanzenteilen erwünscht (Insektenresistenz), nicht aber in den Samen; der Grenzwert für kommerzielle Verwendung als Futter- und Nahrungsmittel („Süßlupine“) liegt bei 0,02 % an Alkaloiden. Durch Wissen über die Alkaloid-Biosynthese und die Entwicklung des Wissens bezüglich Genom und Transkription für Lupinen ergeben sich Möglichkeiten zur Produktion von verbesserten Lupinenpflanzen.[10]

- Pyrrolizidin-Alkaloide
  - Biosynthese: Die Bedeutung von Putrescin und Spermidin als Substrate der enzymatischen Homospermidinbildung[11]
    - Biosynthetischer Einbau der Aminobutylgruppe von Spermidin in Pyrrolizidin-Alkaloide[12]
    - Evolution: Das Gen für Homospermidin-Synthase (EC 2.5.1.44) hat sich aus dem Gen der Deoxyhypusin-Synthase (EC 2.5.1.46, Spermidin:eIF5A-lysine 4-aminobutyltransferase) entwickelt.[13]

  - Biosynthese, Diversifizierung und Gewebeverteilung von Lycopsamin-Alkaloiden in drei Raublattgewächse-Arten (Boraginaceae)[14]
    - Biosynthese von Trachelanthsäure (2,3-Dihydroxy-2-isopropylbuttersäure)[15]

  - Biosynthese und Gewebeverteilung von 1,2-gesättigten Pyrrolizidin-Alkaloiden in Phalaenopsis-Hybriden (Orchidaceae)[16]
  - Biosynthese, Verteilung und Umsatz von Pyrrolizidin-Alkaloiden in Cynoglossum officinale[17]
  - Die phytophagen Blattkäfer der Art Platyphora boucardi wehren sich gegen Fressfeinde dadurch, dass schon die Larven tertiäre Pyrrolizidin-Alkaloide vom Lycopsamin-Typ ihrer Wirtspflanze Prestonia portobellensis mit der Nahrung aufnehmen und selektiv in Abwehrdrüsen speichern.[18]
  - Mittels Kapillargaschromatographie und Massenspektrometrie (GC-MS) konnte nachgewiesen werden, dass Wiesen-Schwingel (Festuca pratensis) als spezifische Reaktion auf eine Infektion mit dem Endophyten Acremonium uncinatum bis zur Samenreifung gezielt Loline (hauptsächlich N-Formyl-Lolin, dann auch N-Acetyl-Lolin, N-Acetyl-Norlolin und Spuren von Lolin und N-Methyl-Lolin) produziert.[19]
  - Für den Lebenszyklus des polyphagen Bärenspinners Estigmene acrea wurde dargelegt, dass die Larven Futter mit einer künstlichen Anreicherung von Pyrrolizidin-Alkaloiden bevorzugen, die sie durch spezifische Veresterung – Supinidin ([(8S)-5,6,7,8-Tetrahydro-3H-Pyrrolizin-1-yl]methanol) zu Estigmin (9-(2-Hydroxy-3-methylbutanoyl)-Supinidin) und Retronecin zu Creatonotin (9-(2-Hydroxy-3-methylbutanoyl)-Retronecin), sowie weitere Derivate dieser Ester – umwandeln. Bei den Männchen sind die Creatonotine direkte Vorläufer des männlichen Balzpheromons Hydroxydanaidal. Hartmann et al. diskutieren die Ergebnisse in Bezug auf Pheromonbildung und die defensive Rolle von Pyrrolizidin-Alkaloiden gegen Fressfeinde und Parasiten.[20]
  - Senecionin-Alkaloide finden sich als Sekundärmetabolite in den meisten Arten der Gattung Greiskräuter (Senecio; Korbblütler, Asteraceae) und dienen als chemische Verteidigung gegen Pflanzenfresser. 24 der 26 Arten von Senecio jacobaea wurden mittels GC-MS untersucht und bisher unbekannte Verbindungen wurden identifiziert. Mit einer Ausnahme (Senecivernin) können alle 26 identifizierten Alkaloide als Derivate von Senecionin angesehen werden mit Umwandlung des Necin-Basenanteils Retronecin in den Otonecin-Anteil und spezifischen Epoxidierungen innerhalb des Necinsäure-Anteils. Weitere Reaktionen sind spezifische Hydroxylierungen, manchmal gefolgt von O-Acetylierungen, spezifischen Dehydrierungen, E-, Z-Isomerisierungen sowie Epoxidhydrolyse und Chlorolyse. Die Ergebnisse deuten darauf hin, dass Unterschiede in den Alkaloid-Profilen in Senecio nicht durch den Gewinn und Verlust von alkaloidspezifischen Genen erklärt werden können, sondern durch ein Aus- und Einschalten der Genexpression spezifischer Enzyme.[21]

#### Lehr- und Mentortätigkeit
Neben einer großen Zahl von Doktorandinnen und Doktoranden hat Hartmann vier Habilitanden als Mentor zur Seite gestanden, die ihrerseits Hochschullehrer wurden:
- Michael Wink (Habilitation 1985), seit 1989 Lehrstuhl am Institut für Pharmazie und Molekulare Biotechnologie der Universität Heidelberg;
- Peter Proksch (Habilitation 1988), ab 1990 Professor am Institut für Pharmazeutische Biologie der Universität Würzburg;
- Rolf Müller (Habilitation 2000), seit 2003 Professor für Pharmazeutische Biotechnologie an der Universität Saarbrücken;
- Dietrich Ober (Habilitation 2005), seit 2006 Professor am Botanischen Institut der Universität Kiel.

#### Weiteres wissenschaftliches Engagement
Neben seiner Arbeit in Forschung und Lehre bekleidete Thomas Hartmann weitere Ämter.

Ab Juni 1984 war er Vizepräsident der Technischen Universität Braunschweig, zusätzlich Dekan der Fachbereiche Chemie, Pharmazie und Biowissenschaften sowie Vorsitzender der Naturwissenschaftlichen Fakultät.
- Er engagierte sich in mehreren wissenschaftlichen Gremien und Gesellschaften, darunter im wissenschaftlichen Beirat des Leibniz-Instituts für Pflanzenbiochemie in Halle, im Fachbeirat des Max-Planck-Instituts für chemische Ökologie in Jena, im Beirat des Swiss National Centre of Competence in Research der Universität Neuchâtel sowie in der Kommission des Wissenschaftsrats zur Reform der Staatsexamensstudiengänge.

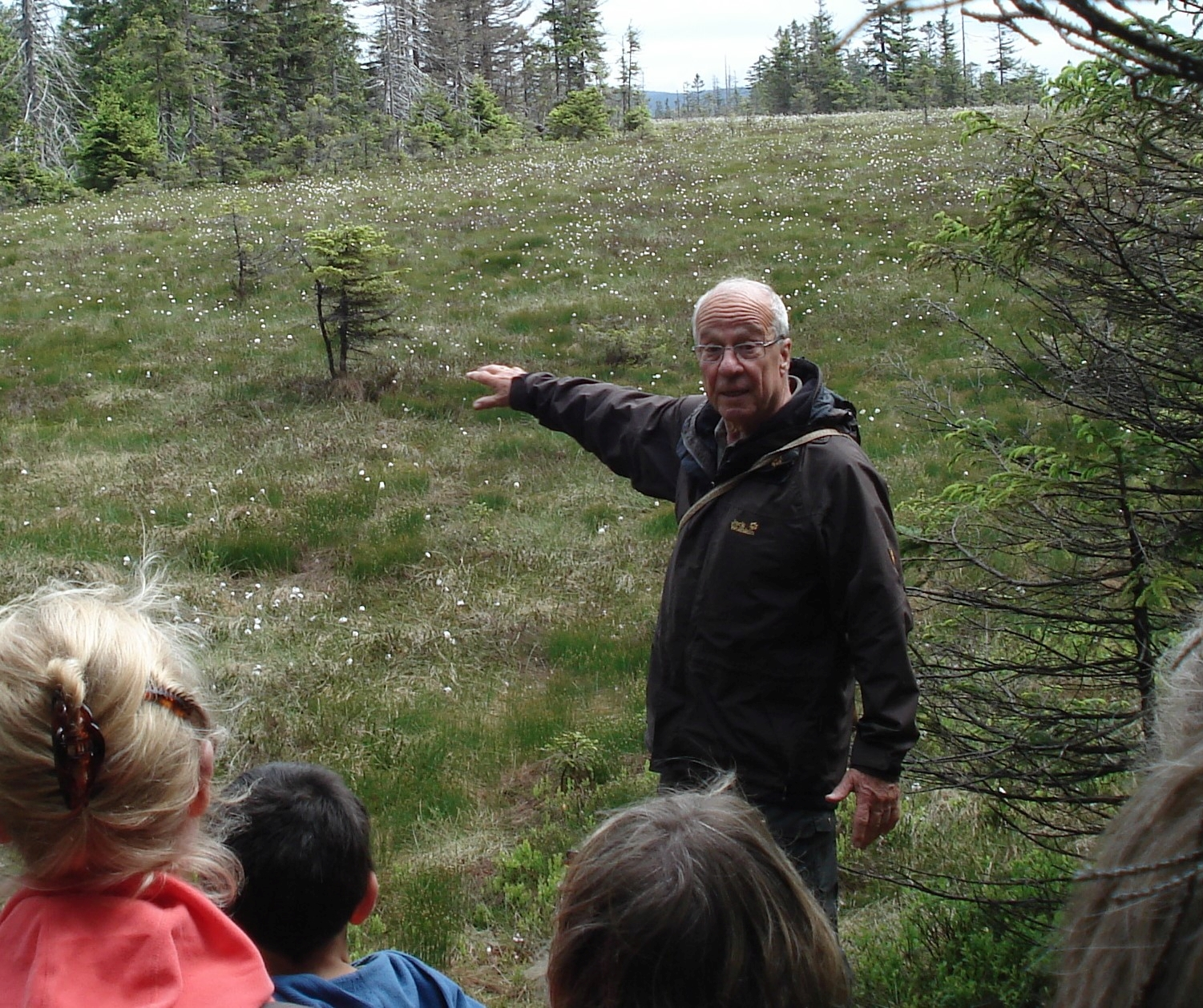
Thomas Hartmann bei einer Exkursion (2013)

- Hartmann gehörte auch zum Aufsichtsrat der Gesellschaft für Biotechnologische Forschung (GBF; heute Helmholtz-Zentrum für Infektionsforschung – HZI) und fungierte als Vertrauensdozent der Studienstiftung des Deutschen Volkes. Zusätzlich war er seit 1983 ordentliches Mitglied der Braunschweigische Wissenschaftlichen Gesellschaft[24] und seit 1999 korrespondierendes Mitglied der Bayerischen Akademie der Wissenschaften, sowie Präsident der International Society of Chemical Ecology.
- Am 28. August 2003 war er Mitbegründer des Förderkreises des Arzneipflanzengartens e.V. und wurde zum 1. Vorsitzenden gewählt.[25] Auch nach seiner Emeritierung galt sein Engagement dem Arzneipflanzengarten des Instituts.

### Ehrungen
- Silver Medal Award der International Society of Chemical Ecology (ISCE) im Jahr 1998.
- In Memory of Thomas Hartmann: Der Band 45(2), Februar 2019 des Journal of Chemical Ecology wurde Thomas Hartmann gewidmet.

### Ausgewählte Publikationen
- mit Walter Eschrich: Stofftransport in Rotalgen in Planta, Bd. 85(4), S. 303–312, DOI:10.1007/BF00381279
- From waste products to ecochemicals: Fifty years research of plant secondary metabolism in Phytochemistry, Bd. 68 (2007) 2831–2846

## Privatleben
Thomas Hartmann und Erika Orth heirateten im Jahr 1964. Aus der Ehe gingen drei Kinder  hervor. Er war passionierter Wanderer und Radfahrer.